# Патријаршијска катедрала (Пицунда)
Катедрала светог апостола Андреја, такође позната као Патријаршијска катедрала (груз. ბიჭვინთის ტაძარი) је грузијска православна катедрала која се налази у Пицунди, у дистрикту Гагра у дефакто независној Абхазији, међународно признатом делу Грузије. Катедралу тренутно као своје седиште користи Абхазијска православна црква, иако је то коришћење оспорено од стране Грузије и сматра се нерегуларним од стране православне заједнице.
Катедралу у Пицунди је изградио у 10. веку краљ Баграт III од Грузије. Била је седиште Грузијске православне цркве до краја 16. века када је Абхазија пала под османску власт. Према француском путописцу из 17. века Жану Шардену, католику, који није дуго живео у Пицунди, једном годишње је катедралу посећивала свита епископа и принчева ради освећења мира. Катедрала је реконструисана 1869. године када је Абхазија постала део Руске Империје.
Основа катедрале је правоугаоник проширен полукружним апсидама. Позната је по импресивној величини, висока је 29 м (укључујући куполу), дугачка 37 м и широка 25 м, зидови су дебљине до 1.5 м. Грађевина се ослања на тешке плоче сивог пешчара; зидови се састоје од наизменичних редова камена и цигaлa, што представља типичну технику византијске архитектуре. Катедрала садржи трагове фресaкa из 13-ог и 16. века. Грузински рукопис Четири јеванђеља из 12. века пронађен је у катедрали 1830. године, данас се чува у Националном центру за рукописе у Тбилисију.

## Галерија
- Цртеж катедрале из 1847. године. Аутор Григори Гагарин
- Прозор у катедрали
- Оргуље у катедрали

## Тренутно стање
Територија Абхазије је тренутно под управом Русије, због чега је онемогућено грузијској цркви да утврди детаљно стање и предузима одговарајуће радове. Главној цркви је потребно заменити кров. Физичко стање конструкције унутар комплекса је у лошем стању.
Катедрала у Пицунди је добила статус споменика од националног значаја.